# Saison 3 de Shameless
Chronologie
Saison 2 Saison 4
Cet article présente le guide des épisodes de la troisième saison de la série télévisée américaine  Shameless.

## Distribution de la saison

### Acteurs principaux
- William H. Macy : Frank Gallagher
- Emmy Rossum : Fiona Gallagher
- Justin Chatwin : Steve Wilton/Jimmy Lishman
- Jeremy Allen White : Phillip « Lip » Gallagher
- Cameron Monaghan : Ian Gallagher
- Emma Kenney : Debbie Gallagher
- Ethan Cutkosky : Carl Gallagher
- Brennan Kane Johnson et Blake Alexander Johnson : Liam Gallagher
- Shanola Hampton : Veronica Fisher
- Steve Howey : Kevin « Kev » Ball
- Laura Slade Wiggins : Karen Jackson
- Noel Fisher : Mickey Milkovich
- Emma Greenwell : Mandy Milkovich
- Zach McGowan : Jody Silverman
- Joan Cusack : Sheila Jackson

### Acteurs récurrents
- Laura Slade Wiggins (VF : Marie Nonnenmacher) : Karen Jackson
- Stephanie Fantauzzi : Estefania
- Vanessa Bell Calloway : Carol Fisher
- Jake McDorman : Mike Pratt
- Harry Hamlin : Lloyd 'Ned' Lishman
- Bradley Whitford : Abraham Paige
- Christian Clemenson : Christopher Collier
- Michael Patrick McGill : Tommy
- Kerry O'Malley : Kate
- J. Michael Trautmann : Iggy Milkovich
- Isidora Goreshter : Svetlana
- Jim Hoffmaster : Kermit
- Bernardo de Paula : Beto
- Pêpê Rapazote : Nando
- Maile Flanagan (en) : Connie
- Dennis Cockrum : Terry Milkovich
- David Wells : Père Pete
- Ed Lauter : Dick Healey
- Eric Edelstein (en) : Bobby Mallison
- Diora Baird : Meg
- Cameron Richardson : Cheryl
- Miguel Izaguirre : Paco

## Liste des épisodes

### Épisode 1:El Gran Cañón
- États-Unis : 13 janvier 2013 sur Showtime
- Canada : 14 janvier 2013 sur The Movie Network[1]
- France :
  - 13 octobre 2013 sur Canal+ Séries[2]
  - 30 juin 2016 sur Numéro 23[3]
- Québec : 6 janvier 2014 sur AddikTV

- États-Unis : 2 millions de téléspectateurs[4] (première diffusion)

### Épisode 2:L'homme qui murmure à l'oreille des bébés
- États-Unis : 20 janvier 2013 sur Showtime
- Canada : 21 janvier 2013 sur The Movie Network
- France :
  - 13 octobre 2013 sur Canal+ Séries
  - 30 juin 2016 sur Numéro 23
- Québec : 13 janvier 2014 sur AddikTV

- États-Unis : 1,37 million de téléspectateurs[5] (première diffusion)

### Épisode 3:Débroussaillage
- États-Unis : 27 janvier 2013 sur Showtime
- Canada : 28 janvier 2013 sur The Movie Network
- France :
  - 20 octobre 2013 sur Canal+ Séries
  - 7 juillet 2016 sur Numéro 23
- Québec : 20 janvier 2014 sur AddikTV

- États-Unis : 1,99 million de téléspectateurs[6] (première diffusion)

### Épisode 4:Aide-toi et un Gallagher t'aidera
- États-Unis : 10 février 2013 sur Showtime
- Canada : 11 février 2013 sur The Movie Network
- France :
  - 20 octobre 2013 sur Canal+ Séries
  - 8 juillet 2016 sur Numéro 23
- Québec : 27 janvier 2014 sur AddikTV

- États-Unis : 1,53 million de téléspectateurs[7] (première diffusion)

### Épisode 5:Faut déterrer Tata
- États-Unis : 17 février 2013 sur Showtime
- Canada : 18 février 2013 sur The Movie Network
- France :
  - 27 octobre 2013 sur Canal+ Séries
  - 14 juillet 2016 sur Numéro 23
- Québec : 3 février 2014 sur AddikTV

- États-Unis : 1,315 million de téléspectateurs[8] (première diffusion)

### Épisode 6:Marmaille en pagaille
- États-Unis : 24 février 2013 sur Showtime
- Canada : 25 février 2013 sur The Movie Network
- France :
  - 27 octobre 2013 sur Canal+ Séries
  - 14 juillet 2016 sur Numéro 23
- Québec : 10 février 2014 sur AddikTV

- États-Unis : 1,48 million de téléspectateurs[9] (première diffusion)

### Épisode 7:Pas sortis de l'auberge
- États-Unis : 3 mars 2013 sur Showtime
- Canada : 4 mars 2013 sur The Movie Network
- France :
  - 3 novembre 2013 sur Canal+ Séries
  - 21 juillet 2016 sur Numéro 23
- Québec : 17 février 2014 sur AddikTV

- États-Unis : 1,76 million de téléspectateurs[10] (première diffusion)

Fiona se prépare pour son audience au tribunal, elle souhaite devenir la tutrice légale de ses frères et sœurs, pour cela elle doit expliquer le sens de sa démarche aux autorités, alors même que Frank refuse d'abandonner ses droits.

### Épisode 8:Gallagher comme à la guerre
- États-Unis : 10 mars 2013 sur Showtime
- Canada : 11 mars 2013 sur The Movie Network
- France :
  - 3 novembre 2013 sur Canal+ Séries
  - 21 juillet 2016 sur Numéro 23
- Québec : 24 février 2014 sur AddikTV

- États-Unis : 1,66 million de téléspectateurs[11] (première diffusion)

Alors que toute la famille Gallagher se réunit pour l'enterrement factice de la tante Ginger, Patrick présente un faux testament lui attribuant la maison.

### Épisode 9:Hétérophobie
- États-Unis : 17 mars 2013 sur Showtime
- Canada : 18 mars 2013 sur The Movie Network
- France :
  - 10 novembre 2013 sur Canal+ Séries
  - 28 juillet 2016 sur Numéro 23
- Québec : 3 mars 2014 sur AddikTV

- États-Unis : 1,67 million de téléspectateurs[12] (première diffusion)

Fiona prend ses marques dans son nouveau travail mais peine à se familiariser avec la culture de l'entreprise qui l'a recrutée. De son côté, Frank se rapproche du mouvement de défense des droits de la communauté homosexuelle et fait la connaissance d'Abraham Paige, un militant charismatique et influent. Mais sa démarche n'est pas sincère : il souhaite obtenir en retour certains avantages financiers.

### Épisode 10:L'art de retourner son pantalon
- États-Unis : 24 mars 2013 sur Showtime
- Canada : 25 mars 2013 sur The Movie Network
- France :
  - 10 novembre 2013 sur Canal+ Séries
  - 28 juillet 2016 sur Numéro 23
- Québec : 10 mars 2014 sur AddikTV

- États-Unis : 1,61 million de téléspectateurs[13] (première diffusion)

### Épisode 11:Le jour où les poules eurent des dents
- États-Unis : 31 mars 2013 sur Showtime
- Canada : 1er avril 2013 sur The Movie Network
- France :
  - 17 novembre 2013 sur Canal+ Séries
  - 4 août 2016 sur Numéro 23
- Québec : 17 mars 2014 sur AddikTV

- États-Unis : 1,65 million de téléspectateurs[14] (première diffusion)

Le mariage de Mickey et de sa future femme, Svetlana se met en place et a lieu, ce qui rend triste Ian. 
Fiona est déterminée à trouver un nouvel emploi dans le Michigan, là même où Jimmy est censé reprendre ses études. Mais elle apprend qu'il veut prendre un studio seul. 
Jimmy reçoit la visite surprise du père d'Estefania. Ce dernier l'informe que sa fille va être expulsée par l'immigration. Le père fait monter Jimmy sur un bateau et part. 
Frank, sans domicile, passe la nuit dans un train et parvient à convaincre Carl de le laisser occuper le vieux van de la famille en cas de nécessité. Carl et Franck cambriolent la maison de l'ancienne famille d'accueil de Carl. Ce dernier se fait prendre par la police mais Franck le sort de là en se rendant coupable, devant Lip et Ian.
Fiona, en camping avec Liam et Debbie et tous ses collègues de boulot, lors d'un week-end devient ami avec un collègue. Elle essaie de recoller les morceaux avec Jimmy, et de vivre à distance entre le Michigan et Chicago. 

### Épisode 12:La théorie des espèces de con
- États-Unis : 7 avril 2013 sur Showtime
- Canada : 8 avril 2013 sur The Movie Network
- France :
  - 17 novembre 2013 sur Canal+ Séries
  - 4 août 2016 sur Numéro 23
- Québec : 24 mars 2014 sur AddikTV

- États-Unis : 1,82 million de téléspectateurs[15] (première diffusion)

Fiona n'a toujours pas de nouvelles de Jimmy. Franck se réveille en prison et fait un malaise, le docteur lui dit d'arrêter de boire sinon il mourra. On le libère et il continue de boire. 
Lip a eu son diplôme du bac et Fiona lui prépare une fête surprise. Ian veut s'engager dès maintenant dans l'armée et sur le terrain, il se présente chez les officiers. Il l'apprend à Mickey, qui est triste de son départ. Karen et Jodi s'en vont dans un centre pour aider les handicapés. 
Franck a gagné un pari et invite Lip au restaurant puis à la patinoire, mais à force de boire Franck se met à vomir du sang... 

## Audiences aux États-Unis
| N° d'épisode | Titre français                            | Titre original           | Chaîne   | Date de diffusion originale | États-Unis (en millions de téléspectateurs) |
| ------------ | ----------------------------------------- | ------------------------ | -------- | --------------------------- | ------------------------------------------- |
| 1            | El Gran Cañón                             | El Gran Cañón            | Showtime | 13 janvier 2013             | 2,00                                        |
| 2            | L'homme qui murmure à l'oreille des bébés | The American Dream       | Showtime | 20 janvier 2013             | 1,37                                        |
| 3            | Débroussaillage                           | May I Trim Your Hedges ? | Showtime | 27 janvier 2013             | 1,99                                        |
| 4            | Aide-toi et un Gallagher t'aidera         | The Helpful Gallaghers   | Showtime | 10 février 2013             | 1,53                                        |
| 5            | Faut déterrer Tata                        | The Sins of My Caretaker | Showtime | 17 février 2013             | 1,315                                       |
| 6            | Marmaille en pagaille                     | Cascading Failures       | Showtime | 24 février 2013             | 1,48                                        |
| 7            | Pas sortis de l'auberge                   | A Long Way From Home     | Showtime | 3 mars 2013                 | 1,76                                        |
| 8            | Gallagher comme à la guerre               | Where There's A Will     | Showtime | 10 mars 2013                | 1,66                                        |
| 9            | Hétérophobie                              | Frank the Plumber        | Showtime | 17 mars 2013                | 1,67                                        |
| 10           | L'art de retourner son pantalon           | Civil Wrongs             | Showtime | 24 mars 2013                | 1,61                                        |
| 11           | Le jour où les poules eurent des dents    | Order Room Service       | Showtime | 31 mars 2013                | 1,65                                        |
| 12           | La théorie des espèces de con             | Survival of the Fittest  | Showtime | 7 avril 2013                | 1,82                                        |